# Борба титана (филм из 2010)
Борба титана (енгл. Clash of the Titans) је акциони филм из 2010. француског редитеља Луја Летерјеа. Филм је римејк истоименог филма из 1981. а права су откупљена од компаније Ворнер брадерс. Радња је базирана на миту о Персеју кога глуми Сем Вортингтон. Филм је у почетку сниман стандардним поступком, али је касније, након великог успеха Камероновог Аватара одлучено да се филм конвертује у 3Д.

## Прича
Радња је смештена у старогрчки град Аргос у коме се распламсава борба између богова и обичних људи. Персеј (Сем Вортингтон), кога је као напуштену бебу на мору пронашао сиромашни риболовац, сазнаје од свог чувара Ије (Џема Артертон) да је син бога Зевса (Лијам Нисон). Међутим, након открића да су за смрт његових старатеља одговорни богови, Персеј одлучује да им се освети. Зевс, знајући шта се спрема, одлучује да дозволи Хаду (Рејф Фајнс) да заплаши људе, међутим, Хад одлази корак даље и ослобађа чудовиште Кракена коме ће као жртву понудити принцезу Андромеду (Алекса Давалос). Персеј од Граја сазнаје да је једини начин да порази Кракена је да пронађе још једног титан, Медузу, која погледом претвара у камен.
У филму се појављују и многобројни ликови из грчке митологије попут Харпија, Пегаза или Џинова. Такође, већина старогрчких божанства се појављује у филму као што су Посејдон, Хера, Атина, Аполон...

## Пријем код публике
Филм је лоше прошао код критичара.
Сајт Rotten Tomatoes доделио је филму оцену 4.3/10 a Метакритик 39/100. Такође квалитет 3Д верзије био је жестоко критикован..